# 曽我謙悟
曽我 謙悟（そが けんご、1971年1月 - ）は、日本の政治学者・行政学者。京都大学大学院法学研究科教授。専門は、ゲーム理論、日本の官僚制。西尾勝に師事。ゲーム理論を用いた行政学研究を行っている。兵庫県西宮市生まれ。

## 略歴
略歴は以下の通り。
- 1989年03月 - 兵庫県立加古川東高等学校卒業
- 1994年03月 - 東京大学法学部第三類（政治コース）卒業
- 1994年04月 - 東京大学法学部助手
- 1997年07月 - 大阪大学法学部助教授
- 1999年04月 - 大阪大学大学院法学研究科助教授（大学院重点化による）
- 2007年04月 - 大阪大学大学院法学研究科准教授（法改正による）
- 2008年04月 - 神戸大学大学院法学研究科准教授
- 2010年04月 - 神戸大学大学院法学研究科教授
- 2015年04月 - 京都大学大学院法学研究科教授

## 受賞歴
- 2008年　　　日本公共政策学会賞著作賞
- 2014年　　　日本学術振興会賞
- 2017年　　　日本公共政策学会賞著作賞

## 著書

### 単著
- 『アメリカの都市政治・政府間関係 : P.E.ピーターソンの所論を中心に』（東京大学都市行政研究会, 1994年）
- 『ゲームとしての官僚制』（東京大学出版会，2005年）
- 『行政学』（有斐閣，2013年）
- 『現代日本の官僚制』（東京大学出版会，2016年）
- 『日本の地方政府』（中央公論新社，2019年）

### 共著
- （大森彌・石川一三夫・木佐茂男・橋本卓・三成賢次）『地方分権改革』（法律文化社，2000年）
- （待鳥聡史）『日本の地方政治――二元代表制政府の政策選択』（名古屋大学出版会，2007年）
- （建林正彦・待鳥聡史）『比較政治制度論』（有斐閣，2008年）